# Christophe de Sousa
Christophe de Sousa (* 16. Januar 1992 in Luxemburg) ist ein ehemaliger luxemburgischer Fußballspieler.

## Karriere
2008 wechselte de Sousa von Etoile Sportive Schouweiler zu Alemannia Aachen. Hier spielte er bis zur U19, ehe er im Sommer 2011 hochgezogen wurde. Er spielte zunächst in der NRW-Liga, später in der Mittelrheinliga für die 2. Mannschaft von Alemannia Aachen. Er kam insgesamt auf 73 Ligaeinsätze.
Am 24. Mai 2014 den 38. Spieltag kam er auf einen Einsatz für die 1. Mannschaft. In der Regionalliga West-Partie gegen FC Schalke 04 II, kam er in der 46. Spielminute für Marco Neppe ins Spiel. Das Spiel endete 0:2 für Schalke.
Nachdem er Aachen im Sommer 2015 verlassen hatte, war de Sousa bis zum 1. Juli 2016 vereinslos. Er wechselte anschließend in sein Heimatland zum
US Bad Mondorf. Sein Debüt in der BGL Ligue der höchsten Spielklasse in Luxemburg, gab er am 28. August 2016. Bei dieser 0:1-Niederlage gegen den F91 Düdelingen, stand er seinem Bruder auf dem Feld gegenüber. Im Juli 2021 beendete er seine aktive Laufbahn und konnte 36 Partien in der höchsten luxemburgischen Spielklasse für den US Bad Mondorf absolvieren.

## Nationalmannschaft
Er absolvierte zwischen 2007 und 2013 19 Spiele für die U-Nationalmannschaften von Luxemburg. Neben Freundschaftsspielen, bestritt er Spiele in der Qualifikation zur U-19-Fußball-Europameisterschaft 2009, Qualifikation zur U-21-Fußball-Europameisterschaft 2013 und der Qualifikation zur U-21-Fußball-Europameisterschaft 2015.

## Sonstiges
Sein jüngerer Bruder Raphael de Sousa (* 1993) ist ebenfalls Fußballspieler.